# Стратфорд на Ејвону
Стратфорд на Ејвону (енгл. Stratford-upon-Avon) је градић у Енглеској на реци Ејвон, 163 km северозападно од Лондона. Познат је као родно место великог енглеског писца Вилијама Шекспира. 2007. године популација је била процењена на 25.505, док је 2011. године порасла на 27.445.
Стратфорд су првобитно насељавали Англосаксонци и био је село пре него што је власник виле Џон од Каутансија поставио планове да га развије у град 1196. године. Исте године, Стратфорду је додељена повеља од краља Ричарда I којом би се одржавао пијачни дан једном недељно и тако добио статус пијачног града. Као резултат, Стратфорд је доживео пораст трговине и размене као и урбаног развоја.
Овај градић је популарна туристичка дестинација због свог статуса као места рођења чувеног енглеског писца позоришних комада и сонета Вилијама Шекспира који годишње посети око 2,5 милиона посетилаца. Ту се налази и Шекспирово краљевско позориште.

## Историја

### Порекло имена
Овај назив је комбинација староенглеског strǣt (од латинске речи stratum), што значи улица, ford, што означава плитак део реке или потока који се може прећи било пешке или возилом и avon што је келтска реч која означава реку. У истраживању из 1251. године се први пут користио назив Стратфорд да би се разликовао Стари Стратфорд од нових вила. Овај назив је коришћен након тог времена да би се описала област која окружује цркву Свете Тројице и улице Старог града.

### Модерно доба
Упркос порасту трговине, Стратфорд једва да је израстао између 13. века и крајем 16. века, са 217 кућа које су припадале власнику виле 1590. године. Пораст је био успорен и током 17. века када је било у просеку 429 кућа до 1670. године. Конкретније експанзија је, међутим, уследила након неколико закона о ограђивању крајем 18. века са првим и највећим развојем Џона Пајтона који је развијао земљу на северној страни Старог града, направивши тако неколико улица укључујући тако Џонову улицу и улицу Пејтон.